# زمین‌لرزه اکوادور-کلمبیا
زمین‌لرزه اکوادور-کلمبیا ممکن است به یکی از موارد زیر اشاره داشته باشد:
- زمین‌لرزه ۱۹۰۶ اکوادور-کلمبیا
- زمین‌لرزه ۱۹۵۸ اکوادور-کلمبیا